# Aeque principaliter
Aeque principaliter (česky stejně důležité) je latinský termín používaný Svatým stolcem pro situaci, kde dojde k sloučení dvou nebo více diecézí, aby se vyhnul problémům, která z diecézí má dominantnější postavení. Jedná se o deklarování faktu, že obě či všechny mají stejnou významnost. Často dochází k sloučení několika diecézí a uplatnění principu aeque principaliter až poté, kdy byly již sloučeny v osobě biskupa.
Řidčeji se stává, že po sloučení diecézí přetrvává nerovnost v důležitosti a z katedrály méně důležité původní diecéze se stává konkatedrála. Příkladem může být sloučení mezi diecézí San Marco Argentano a arcidiecézí Cosenza-Bisignano v Kalábrii na základě papežské buly De utiliori Pia VII.
Sloučení aeque principaliter se v základu liší, jde-li o ustavení diecéze pod papežskou bulou, která může stanovit nový název pro místní diecézi (např. Diecéze Atri a Penne nebo Arcidiecéze Acerenza a Matera); zatímco při spojení v osobě biskupa dojde k prostému jmenování biskupa.

## Příklady diecézí sloučenýchaeque principaliter
- Diecéze Teramo-Atri sloučena aeque principaliter s diecézí Penne (15. března 1252 – 1. července 1949)
- Diecéze Prato sloučena aeque principaliter s diecézí Pistoia (22. září 1653 – 25. ledna 1954)
- Diecéze Bitonto sloučena aeque principaliter s diecézí Ruvo (27. června 1818 – 30. září 1982)
- Diecéze Cervia sloučena aeque principaliter s Arcidiecézí Ravenna (22. února 1947 – 30. září 1986)
- Diecéze Tudela sloučena aeque principaliter s Arcidiecézí Pamplona (od srpna 1984)
- Územní prelatura Santo Cristo de Esquipulas sloučena aeque principaliter s diecézí Zacapa (od 24. června 1986)

## Aeque principaliterv civilním právu
Španělský právník Juan de Solórzano Pereira používal termín již v sedmnáctém století v politickém kontextu, při popisu sloučení různých oblastí v rámci personální unie. Příkladem může být začlenění Nového Španělska ke Kastilské koruně, nebo knížectví Walesu do Anglického království.